# 安德魯·克萊德
安德魯·史考特·克萊德（英語：Andrew Scott Clyde，1963年11月22日—）是美國的一位政治家，所屬政黨是共和黨。自2021年開始，他擔任喬治亞州第9國會選區選出的眾議院議員。

## 外部連結
- C-SPAN內的頁面（英文）
- 安德魯·克萊德在互联网电影资料库（IMDb）上的資料（英文）